# デビルズ・ゾーン
『デビルズ・ゾーン』 (Tourist Trap) は、1979年にアメリカ合衆国で公開されたスピリチュアルホラー映画。 
監督デビッド・シュモーラー。主演チャック・コナーズ、ジョスリン・ジョーンズ、ジョナサン・ヴァン・ネス、ロビン・シャーウッド、タニア・ロバーツ。

## キャスト
| 役名             | 俳優                   | 日本語吹替                     |
| 役名             | 俳優                   | 東京12ch版                     |
| ---------------- | ---------------------- | ------------------------------ |
| スローソン 怪人  | チャック・コナーズ     | 大塚周夫                       |
| モリ―            | ジョスリン・ジョーンズ | 宗形智子                       |
| ジェリー         | ジョン・ヴァン・ネス   | 石丸博也                       |
| ベッキー         | タニア・ロバーツ       | 上田みゆき                     |
| アイリーン       | ロビン・シャーウッド   | 佐藤由美子                     |
| ウディ           | キース・マクダーモット | 金尾哲夫                       |
| マネキン(女)の声 |                        | 高島雅羅                       |
| マネキン(男)の声 |                        | 広瀬正志                       |
|                  |                        |                                |
| 演出             | 演出                   | 加藤敏                         |
| 翻訳             | 翻訳                   | 山田実                         |
| 効果             |                        |                                |
| 調整             |                        |                                |
| 制作             | 制作                   | 東北新社                       |
| 解説             | 解説                   | 深沢哲也                       |
| 初回放送         | 初回放送               | 1980年7月10日 『木曜洋画劇場』 |